# Теракотеното куче
Теракотеното куче (на италиански: Il cane di terracotta) е роман на италианския писател Андреа Камилери. Романът е издаден през 1996 г. от издателство „Sellerio editore“ в Палермо. На български език е издаден на 6 декември 2013 г. от издателство „Книгопис“, в поредицата „Криминална колекция“, в превод на Весела Лулова Цалова, с подзаглавие „Комисарят Монталбано упорства“.

## Сюжет
Внимание:  Текстът по-долу разкрива сюжета на произведението (или части от него)!
Идеята за втория си роман с комисар Монталбано хрумва на Андреа Камилери, докато чете лекции в Националната академия за драматично изкуство в Рим. Завръзката в „Теракотеното куче“ започва с поредното убийство извършено от мафията. Случаят е поверен на Монталбано, но разследването едва не коства живота му и той се разминава „само“ с огнестрелна рана. Следите на престъплението го отвеждат в неочаквана посока. Комисарят попада на ритуално погребение в пещера на момче и момиче, надзиравани от огромно теракотено куче. Убийство отпреди петдесет години. Злокобна загадка, която Монталбано упорито иска да разбули, докато стигне до цялата истината в дълго търсената среща с този, който знае всичко...

## Екранизация
След огромния успех на криминалната поредица на Андреа Камилери, книгите за комисар Монталбано стават основа на телевизионен сериал, филмиран от RAI. „Теракотеното куче“ e заснет като епизод 2 от втория сезон на сериала, и е излъчен на 9 май 2000 г. В ролята на комисар Монталбано е италианският актьор Лука Дзингарети.